# England is Mine
Pour plus de détails, voir Fiche technique et Distribution.
England is Mine est un drame biographique britannique réalisé par Mark Gill, sorti en 2017. Il revient sur la vie du chanteur britannique Morrissey, membre du groupe The Smiths.

## Synopsis
Dans les années 1970, Steven Patrick Morrissey, un jeune adolescent très doué en chant, tente de monter un groupe de musique à Manchester. Il s'inspire de sa propre mère et d'un jeune peintre pour parvenir à ses fins.

## Fiche technique
Sauf indication contraire, les informations mentionnées dans cette section peuvent être confirmées par la base de données cinématographiques IMDb,  présente dans la section « Liens externes ».
- Titre original et français : England is Mine
- Réalisation : Mark Gill
- Scénario : Mark Gill et William Thacker
- Photographie : Nicholas D. Knowland
- Montage : Adam Biskupski
- Costumes : Yvonne Duckett et Oliver Garcia
- Décors : Helen Watson
- Producteurs : Bladwin Li et Orian Williams
  - Producteurs délégués : Phil Hunt, Orion Lee, Roger O'Donnell, Compton Ross, Gregory P. Shockro et Duncan Western
  - Coproducteur : Alan Graves
  - Producteur associé : Tom Harberd
- Société de production : Honlodge Productions
- Distribution : Entertainment One et Bodega Films
- Pays d’origine :  Royaume-Uni
- Genre : Drame biographique
- Durée : 94 minutes
- Dates de sortie :
  -  Royaume-Uni : 2 juillet 2017 (festival international du film d'Édimbourg)
  -  Royaume-Uni : 4 août 2017
  -  France : 7 février 2018

## Distribution
- Jack Lowden : Steven Patrick Morrissey
- Jessica Brown Findlay : Linder Sterling
- Laurie Kynaston : Johnny Marr
- Adam Lawrence : Bill Duffy
- Jodie Comer : Christine
- Katherine Pearce : Anji Hardie
- Peter McDonald : Peter Morrissey
- Simone Kirby : Elizabeth Morrissey
- Vivienne Bell : Jacqueline Morrissey
- Graeme Hawley : M. Leonard
- Finney Cassidy : Darren

## Sortie

### Accueil critique
En France,  le site Allociné recense une moyenne des critiques presse de 2,8/5, et des critiques spectateurs à 2,8/5.